# Daphne longituba
Daphne longituba är en tibastväxtart som beskrevs av C.Y. Chang. Daphne longituba ingår i släktet tibaster, och familjen tibastväxter. Inga underarter finns listade i Catalogue of Life.